# 이사로그산땃쥐쥐
이사로그산땃쥐쥐(Archboldomys luzonensis)는 쥐과에 속하는 설치류의 일종이다. 필리핀에서만 발견된다. 자연 서식지는 아열대 또는 열대 기후 지역의 건조림이다. 벌목 때문에 서식지 감소로 위협을 받고 있다.